# Ульяновский патронный завод
Ульяновский патронный завод (полное наименование — Открытое акционерное общество «Ульяновский патронный завод») — одно из старейших оборонных предприятий России, специализирующееся на производстве патронов к нарезному оружию.

## История предприятия
20 апреля 1916 года было принято решение по Военному министерству Российской империи № 205 об учреждении Временной хозяйственно-строительной комиссии для постройки третьего патронного завода в г. Симбирске и в июле того же года начато его строительство.
В июле 1917 года завод выпустил первую продукцию. Из-за революции 1917 года и срыва поставок импортного оборудования, развертывание завода затянулось до 1918 года, когда патронный завод в Петрограда был эвакуирован, а его оборудование перераспределено между другими заводами, включая завод в Симбирске. Кроме Петроградского патронного завода, в апреле 1918 года, из Луганского патронного завода, частично было переведено оборудование и люди. В мае 1919 года, «для принятия мер для срочного поднятия производительности патронов», к ним присоединился комиссар тульских заводов К. Н. Орлов.
В тогдашней, преимущественно аграрной Симбирской губернии — это было первое крупное промышленное предприятие.
В годы Гражданской войны завод играл важное значение в обеспечении Красной армии боеприпасами, став единственной базой снабжения боеприпасами войск Восточного фронта, каждый третий патрон, произведенный в стране, был симбирским, а всего их было отправлено на фронт более 350 млн штук.
В 1919 году на агитпоезде «Октябрьская революция» перед рабочими завода выступил Председатель ВЦИК М. И. Калинин. Здание, в котором 10 мая 1919 года выступал Калинин, впоследствии было признано объектом культурного наследия регионального значения Решением Ульяновского областного Совета депутатов трудящихся от 17.10.1969 г. № 836/22 и Распоряжением Главы администрации Ульяновской области от 29.07.1999 г. № 959-р..
9 ноября 1922 года Симбирский патронный завод № 3 по просьбе Петроградских рабочих стал именоваться «Заводом им. Володарского».
В 1929 году в Ульяновском районе было открыто подсобное хозяйство завода (впоследствии — посёлок Плодовый).
Вокруг завода рос посёлок, и созданный в 1920 году Заволжский поселковый совет дал начало Заволжскому району Ульяновска, который был образован 3 января 1935 года, включив в себя посёлок Верхняя Часовня, Заволжский рабочий посёлок и три слободы — Королёвку, Канаву и Нижнюю Часовню.
Для доставки рабочих с правобережья города (Центральная часть) была проложена ж/д ветка от разъезда «Заволжский» до конечной станции «Машзавод», а с Чердаклинского района было организованно железнодорожное сообщение, «рабочий поезд»: «Машзавод — Киндяковка» (до 1958 г.) и «Машзавод — Чердаклы» (до 1980-х г.), дополнительно в летнее время курсировал паром.
Во время индустриализации кроме патронов завод стал выпускать также станки и роликовые подшипники к тракторам и комбайнам. Первым стахановцем завода стал термист Михаил Иванович Барышев, впоследствии назначенный начальником цеха.
15 сентября 1930 года при патронном заводе № 3 им. Володарского открылся Ульяновский механический техникум.
В 1934 году при заводе была сформирована команда по хоккею с мячом «Волга».
В годы Великой Отечественной войны завод был расширен. В 1943 году объём его производства возрос по сравнению с 1940 годом в пять с лишним раз. За период Великой Отечественной войны предприятие выпустило столько продукции, сколько за все 24 предыдущих года. Володарцы делали для фронта боевые патроны к стрелковому оружию, в том числе для пистолета Токарева, пулемётов системы Шпагина, Дегтярёва, Судаева, крупнокалиберных пулемётов ДШК.
В сентябре 1941 года на территории завода был размещён эвакуированный из Ленинграда Институт автоматики и телемеханики Академии наук СССР, директором которого был назначен сотрудник института, изобретатель советского звукового кино А. Ф. Шорин.
В 1942—1944 годах на заводе им. Володарского работал будущий академик А. Д. Сахаров. В 1942 году, работая на предприятии, он сделал изобретение по контролю бронебойных сердечников и внёс ряд других предложений.
В 1942 году за освоение новых видов продукции завод был награждён орденом Трудового Красного Знамени. В годы войны за разработку новой технологии производства главный конструктор завода Л. Н. Кошкин и конструкторы-рационализаторы А. И. Звягин и И. Н. Кузмичев были награждены Сталинской премией за выдающиеся изобретения и коренные усовершенствования методов производственной работы.
В 1949 году лауреатами Сталинской премии стали инженеры-конструкторы В. Н. Басклеев, И. Т. Мельников, С. Д. Орехов.
С 25 февраля 1942 года Заволжский район назывался Володарским и носил такое название до 1958 года.
До 1958 года сообщение с посёлком при заводе в зимнее время осуществлялось пригородный поездом через железнодорожный Ульяновский мост, а в летнее — пароходом. В 1958 году началось автомобильное сообщение через построенную автомобильную секцию моста.
В 1961 на площадях завода был основан филиал Московского морского научно-исследовательского института, который действовал на данной площадке до сдачи в эксплуатацию первого собственного здания в 1964 году. Ныне это НПО «Марс».
С 1963 по 1986 год на станции Налейка работал цех № 41 завода.
В 1974 году до завода начал ходить троллейбус.
4 июля 1978 года машиностроительный завод имени Володарского посетил секретарь ЦК КПСС Я. П. Рябов.
В 1982 году колхоз в селе Волостниковка (Старомайнский район) ликвидировался, на его землях было организовано подсобное хозяйство Ульяновского машиностроительного завода имени Володарского. Поначалу это хозяйство называли ПСХ им. Карла Маркса, затем ПСХ имени Володарского, позже это хозяйство называли агропроизводство «Рассвет».
30 декабря 1982 года завод был награждён вторым орденом Октябрьской революции.
При заводе издается газета «Володарец».
После войны также был освоен выпуск металлообрабатывающих станков высокой точности, тельферов, электромоторов. На заводе впервые разрабатываются и изготавливаются высокопроизводительные автоматические роторные линии для производства патронов. Впервые не только в стране, но и в Европе на заводе было организованно производство электронно-вычислительных машин БЭСМ-4М. На базе производства ЭВМ был освоен выпуск приборов системы управления оперативно-тактических комплексов. Ульяновский завод имел собственное КБ и участвовал в разработке и отработке новых типов боеприпасов.
В 1998 году предприятие было преобразовано (реорганизован) в федеральное государственное унитарное предприятие "Производственное объединение «Ульяновский машиностроительный завод имени Володарского» (ФГУП "ПО «УМЗ»), а в ноябре 2002 года подвергнуто процедуре банкротства.
30 июня 2004 года решением собрания кредиторов ФГУП «ПО „Ульяновский машиностроительный завод“» было создано открытое акционерное общество «Ульяновский патронный завод» (ОАО «УПЗ»), единственным акционером которого стало ОАО «Тульский патронный завод» (Ротенберг Игорь Аркадьевич). В октябре 2005 года на основе заёмных средств ОАО «Тульский патронный завод», ОАО «УПЗ» приобрело имущественный комплекс патронного производства ФГУП «ПО „УМЗ“» и стало его правопреемником. В короткие сроки были осуществлены организационные, технологические и лицензионные мероприятия по подготовке производства, и с января 2006 года завод приступил к выпуску патронной продукции для нарезного охотничьего, спортивного и служебного оружия. 18 октября 2012 года на базе ОАО «Ульяновский патронный завод» был создан АО «Симбирский патронный завод».
К 60-летию победы в Великой Отечественной войне на заводской площади был воздвигнут шестиметровый монумент патрона-символа.
17 сентября 2016 года к 100-летнему юбилею завода был открыт сквер имени 100-летия патронного завода.
14 марта 2018 года Губернатор Ульяновской области Сергей Морозов и исполнительный директор АО «Ульяновский патронный завод» Алексей Дубоносов приняли участие в торжественном запуске новой производственной линии на предприятии.
31 января 2019 года, 30 млн акций, или 10,91 % уставного капитала АО «Симбирский патронный завод» (АО «СПЗ»), находящихся в собственности у государства, было объявлено, что будут проданы.

## Деятельность
В настоящее время объединение выпускает и поставляет на внутренний и внешний рынок различные модификации боевых патронов к пистолетам, автоматам и крупнокалиберным пулемётам с различными видами пуль. В настоящее время УПЗ выпускает спортивно-охотничьи и боевые патроны калибров: 5,45х39, 5,56х45 (223 Rem), 7,62х39, 9х17 Browning Short, 9х18 ПМ, 9х19 Parabellum, 40 S&W, 45 AUTO, 12,7х108, 14,5х114.

### Современная продукция[32]
Охотничьи патроны (предназначены для охоты на среднего и крупного зверя):
- 7,62×39 — с пулями FMJ, HР, SP, холостые
- 5,45×39 — с пулями FMJ, HP
- 7,62×54R

Спортивные револьверные патроны (предназначены для спортивной стрельбы из револьверов):
- .38 Special
- .357 Magnum

Боевые патроны:
- 5,45-мм патрон с обыкновенной пулей, с трассирующей пулей, с модернизированной трассирующей пулей.
- 7,62-мм патрон образца 1943 года с пулей со стальным сердечником, с трассирующей пулей Т-45, с модернизированной трассирующей пулей Т-45 м, холостой патрон.
- 9-мм пистолетный патрон с пулей со стальным сердечником,
- 9×19 мм патрон с пулей со стальным сердечником.
- 12,7-мм патрон с бронебойно-зажигательной пулей Б-32, с бронебойно-зажигательно-трассирующей пулей БЗТ-44, с модернизированной с зажигательной пулей мгновенного действия МДЗ, с бронебойно-зажигательно-трассирующей пулей БЗТ-44М, снайперский патрон.
- 14,5-мм патрон с бронебойно-зажигательной пулей Б-32, с бронебойно-зажигательно-трассирующей пулей БЗТ, с модернизированной бронебойно-зажигательно-трассирующей пулей БЗТ-М, с зажигательной пулей мгновенного действия МДЗ, с модернизированной зажигательной пулей мгновенного действия МДЗ-М.

## Награды и признание
Орден Трудового Красного Знамени (1942)
 Орден Октябрьской Революции (30.12.1982)
Достижения трудового коллектива подтверждены сертификатом соответствия требованиям ГОСТ Р ИСО 9001-2001 и ГОСТ РВ 15.002-2003.
- Отмечен дипломами специализированных международных выставок:
  - «Российская выставка вооружения. Нижний Тагил-2006»,
  - «Российские охотничье-спортивные товары. Ижевск-2006» (Гран-при),
  - «Международная выставка продукции военного назначения Сухопутных войск-2006»,
  - VII Международной выставки вооружений Russian Expo Arms-2009,
  - золотой медалью восьмой международной выставки военной техники, технологий и вооружения «ВТТВ-Омск-2007» «За конкурентоспособность и широкий ассортимент продукции (боевые патроны)».
- По итогам общественного признания «Лидеры экономического развития России» ОАО «Ульяновский патронный завод» в 2008 году признан лучшим налогоплательщиком 2007 года.
- 15 февраля 2008 года Ульяновский патронный завод стал обладателем золотой медали «Гарантия качества и безопасности» и дипломантом в номинации «Лучшее предприятие патронной отрасли оборонно-промышленного комплекса Российской Федерации».
- В июле 2009 года продукция Ульяновского патронного завода — патрон охотничий 7,62х39 — стала победителем регионального этапа конкурса «100 лучших товаров России»[33].

## Директорат
Директор-распорядитель — А. А. Певцов (11.1918 г.), Кутовой (1919 г.).
На заводе введено коллегиальное руководство — Правление: Председатель коллегии: Якимович (27.10.1919 г.), Хахарев (1919 г.), И. Н. Пикалин (10.1920 г.).
Директора:
М. Л. Меняйло (03.1929 — 02.1930 гг.), К. М. Мирошниченко (31.08.1932 — 01.1936 гг.), А. В. Чайка (04—23.06.1937 г., снят), Амо Сергеевич Елян (23.06.1937—40 г.), Г. М. Бутузов (1940—44 г.), Александр Васильевич Домрачёв (1946—50 г.), Василий Петрович Белянский (1950—60 г.), Николай Сергеевич Орлов (1960—78 г.), Юрий Фёдорович Полищук (1978—98 г.).
Генеральный директор А О «Ульяновский патронный завод»:
Олег Александрович Фельдман (2004—06 г.), Владимир Константинович Потёмкин (2006—08 г.), Конкурсный управляющий Е. В. Бликов (2008—09 г.). Александр Анатольевич Вотяков (2009—2016 г.), Алексей Геннадиевич Дубоносов (с 01.2019—2023), Сергей Анатольевич Лукин (с 6.2023) .

## Санкции
18 марта 2023 года, на фоне вторжения России на Украину, Ульяновский патронный завод попал в санкционный список Украины как «производитель и поставщик оружия и боеприпасов для нужд силовых структур Российской Федерации и предприятий военно-промышленного комплекса Российской Федерации»
14 сентября 2023 года, в ответ на российское нападение на Украину, завод включён в блокирующий санкционный список США против промышленного сектора связанного с военными структурами. 21 февраля 2024 года завод включён в санкционный список Канады против организаций связанных с военно-промышленным комплексом»».

## Отличники производства
- Денисов, Василий Васильевич (1926—2002) — слесарь-инструментальщик, Герой Социалистического Труда[51].
- Симанский, Александр Николаевич (1926—2001) — шлифовщик, Герой Социалистического Труда[51].
- Тытыш, Иван Прокопьевич — бригадир тракторной бригады машинно-тракторной станции (МТС) имени Володарского (подразделение завода), Герой Социалистического Труда([52].
- Сверкалов Владимир Николаевич — Почётный гражданин Ульяновской области, секретарь обкома КПСС, работал на заводе[53].
- Волков, Николай Александрович — советский хозяйственный, государственный и политический деятель, Герой Социалистического Труда, работал на заводе.
- В 1938—1944 на заводе работал Герой Советского Союза В. Н. Деев, в 1938—1940 гг. Герой Советского Союза И. Н. Бурмистров, в 1936—1940 гг. Герой Российской Федерации И. В. Аверьянов, Герой Советского Союза Кротов Б. А., Герой Советского Союза Субботин В. С.
- На заводе в течение 80 лет (с 1930 до своей смерти в 2013 году в возрасте 103 лет) работал старейший токарь на Земле М. И. Лимасов, занесённый в Книгу рекордов Гиннесса.
- Ланцов, Борис Александрович — председатель Ульяновского горисполкома, работал на заводе.
- Коган, Юрий Владимирович, депутат Госдумы, работал на заводе.
- В 1940-х гг. на заводе работал Праведнов, Виктор Фёдорович.
- Кирпичников, Владимир Васильевич — советский военачальник, работал на заводе с 1921 по 1922 гг.
- Рогозикова, Зоя Дмитриевна — советская певица, заслуженная артистка РСФСР (с 1960 года), ведущая актриса Ленинградского театра музыкальной комедии. работала на заводе 1941—1943 гг.
- Крюков, Анатолий Георгиевич — советский хозяйственный, государственный и политический деятель. В 1937—1977 гг. — работал мастером на заводе.
- Гимов, Михаил Андреевич — российский партийный и государственный деятель, работал на заводе[54].
- Крымов, Михаил Дмитриевич — советский партийный деятель, работал на заводе[55].
- Воронин, Геннадий Петрович — советский, российский инженер, председатель Госстандарта России (1997—2001), с 1966—1971 гг. работал инженером.
- Пятаев, Тимофей Тимофеевич — советский пограничник. Проработал слесарем на заводе с 1950 до 1987 года.
- Орехов, Серафим Дмитриевич — советский инженер-конструктор, работал на заводе инженер-конструктором, главным конструктором.
- Сарычев Иван Федорович — советский главный энергетик Ульяновского завода им. Володарского[56][57][58].
- Маслов, Иван Дмитриевич — советский хозяйственный и политический деятель, работал на заводе[59].
- Рушкин Анатолий Григорьевич — хоккеист с мячом, мастер спорта СССР международного класса, заслуженный тренер России, работал монтажником цеха № 31[60].

## Галерея
- Значок "50 лет машзаводу"
- Заводоуправление УПЗ
- Памятник «Володарцам-героям трудового фронта»
- Монета Банка России, 2025. 10 рублей. Города трудовой доблести — Ульяновск (во время войны завод выпускал патроны и снаряды).
- Памятник погибшим воинам-володарцам.
- ХМК СССР, 1968. Ульяновск. Памятник рабочим машзавода, павшим в боях с фашистскими захватчиками.
- ХМК РФ, 2021. 100 лет А. Д. Сахарову. (Работал на заводе).